# Achaea retrorsa
Achaea retrorsa là một loài bướm đêm thuộc họ Noctuidae. Nó được tìm thấy ở Châu Phi, bao gồm Madagascar.